# Mount Maburgos
Mount Maburgos – góra na wyspie Luzon w Filipinach. Znajduje się w prowincji Batangas i regionie Calabarzon, na północnym zachodzie kraju, 80 km na południowy zachód od stolicy, Manili.